# Pesmes
Pesmes é uma comuna francesa na região administrativa de Borgonha-Franco-Condado, no departamento de Alto Sona. Estende-se por uma área de 18,64 km². Em 2010 a comuna tinha 1 106 habitantes (densidade: 59,3 hab./km²).
Pertence à rede das As mais belas aldeias de França.